# Jože Menih
Jože Menih (partizansko ime Rajko Knap) partizan, narodni heroj in politkomisar v Pohorskem bataljonu * 23. april 1922, Hrastnik, † 8. januar 1943, Osankarica

## Življenjepis
Jože Menih se je rodil 23. aprila 1922 v Hrastniku. Ko je bil star pet let mu je umrla mama. Oče je bil zaposlen v rudniku kot električar. Menih je v Hrastniku obiskoval osnovno šolo, gimnazijo pa najprej v Celju in potem v Mariboru. Zaradi politične aktivnosti bi bil kmalu izključen iz gimnazije, zato je raje odšel v Ljubljano, kjer je sedmi in osmi razred končal na 3. državni gimnaziji za Bežigradom. Leta 1941 je šel kot prostovoljec v jugoslovansko vojsko, razpad Jugoslavije pa je pričakal v Novem mestu. Bil je skojevec in od leta 1941 član partije. Pisal je gledališke ocene, sodeloval je pri legalne skojevskem časniku Slovenska mladina, pri srednješolcu in v Hrastniku predaval mladini v prosvetnem društvu Vzajemnost.
Doma v Hrastniku ni bil dolgo, poleti 1941 je odšel v partizane. začelo se je izjemno burno obdobje njegovega kratkega življenja. Najprej so ga žandarji ujeli na hrastniški železniški postaji. Vendar jim je skupaj z očetom ušel. Nekaj časa sta se skrivala po hribih, potem pa je Jože našel stik s partizansko skupino na Sveti Planini. Ko je spravljal po nemškem napadu ranjenca do domačije na Žrebljevem hribu, je izgubil stik s partizani in je odšel v Celje. Tam je delal kot ilegalec. Nemci so ga ujeli in zaprli v celjskem Piskru. Bil je v celici smrti, zaradi naključja pa so ga transportirali v Srbijo. Po taborišču v Rajhenburgu je pristal pozimi leta 1941 v Veliki Požegi. Najprej je delal pri kmetih nato pa nekaj časa na občini. Ponaredil je dokumente in pobegnil v Ljubljano. Od tu je spet odšel v partizane. Pridružil se je 2. grupi odredov. Ko mu je bilo dvajset let je iz četnega postal bataljonski komisar. Sodeloval je v številnih bojih, kjer se je izkazal kot jurišnik in pravi partizanski vodja. Po boju na Pugledu je priredil narodno pesem z besedilom, ki je sedaj znano kot Tam na Pugled gori. Sledili so boji na Jančah, pri Žužemberku, na  Jelovici, v Apačah. Na Jelovici so Nemci obkolili bataljon, vendar so se borci prebili in se preko Karavank pretolkli na Pohorje. Večina borcev je ostala v legendarnem Pohorskem bataljonu, ki so ga po izdaji obkolile močne nemške enote. Nemcem je šlo namreč močno v nos, da so jih borci bataljona tolkli prav na pragu Maribora, ki ga je Hitler proglasil za nemškega. Komisar Rajko je bil izjemno priljubljen med Pohorci, saj je bil temperamenten govornik, dober recitator in neustrašen borec. 8. januarja 1943 je Pohorski batalljon padel skupaj s političnim komisarjem Rajkom Knapom.
Jože Menih - Rajko Knap je bil 27. novembra 1953 imenovan za narodnega heroja. Po njem se imenuje Osnovna šola v Hrastniku.